# 3277 Aaronson
3277 Aaronson је астероид главног астероидног појаса чија средња удаљеност од Сунца износи 3,140 астрономских јединица (АЈ).
Апсолутна магнитуда астероида је 11,3.